# Jaderná elektrárna Loviisa
Jaderná elektrárna Loviisa (finsky Loviisan ydinvoimala) je jaderná elektrárna ležící asi 100 kilometrů východně od finského hlavního města Helsinky nedaleko města Loviisa. Elektrárna Loviisa byla první jadernou elektrárnou ve Finsku a první jaderná elektrárna postavená Sovětským svazem na Západě.

## Historie a technické informace

### Počátky
Jaderná elektrárna Loviisa se začala plánovat v 60. letech 20. století. Do výběrového řízení na stavbu se zapojily společnosti General Electric a Westinghouse ze Spojených států, AEG z Německa a Asea-Atom ze Švédska. Již v roce 1965 bylo rozhodnuto, že General Electric a Asea-Atom budou z výběrového řízení vyřazeni. Plánem bylo, že reaktory budou objednány do roku 1966 a stavba začne v roce 1967. Komunistická strana Finska však v roce 1966 protestovala a požadovala nabídku také od Sovětského svazu. Imatran Voima Oy, tehdejší klient a následný provozovatel jaderné elektrárny, prohlásil výběrové řízení 4. dubna 1967 za neplatné. Společnosti AEG a Westinghouse byly poté vyloučeny. Bylo to hlavně proto, že si finská komunistická strana stěžovala, že nechce jaderné reaktory z kapitalistických zemí a že Finsko je nakupováním techniky příliš nakloněno na Západ. Aby byly obě strany spokojené, Imatran Voima Oy chtěla koupit reaktor ze Západu a palivo ze Sovětského svazu. Protože však Sovětský svaz trval na dodávkách paliva výhradně do sovětských reaktorů, finská vláda výběr společnosti opět odložila.

### Výstavba
V roce 1970 bylo rozhodnuto o nákupu a výstavbě dvou sovětských reaktorů typu VVER-440, tehdy známých jako tzv. novovoroněžský typ. Bylo však rozhodnuto, že se elektrárna postaví ve spolupráci s firmou Westinghouse, která do elektrárny měla doplnit bezpečnostní zařízení, kontejnment a lepší systém nouzového chlazení reaktoru.
Výstavba prvního bloku byla zahájena 1. května 1971 a druhý následoval 1. srpna 1972.

### Uvedení do provozu
První blok zahájil provoz 8. února 1977 a provozovateli Imatran Voima Oy (dnes Fortum Power and Heat Oy) byl předán 9. května 1977. S druhým blokem však byly od začátku roku 1980 problémy. Asi 200 techniků strávilo téměř rok opravami nové tlakové nádoby reaktoru VVER-440/213. Důvodem byl speciální protikorozní plášť uvnitř tlakové nádoby. Ochrana specificky požadovaná společností Imatran Voima Oy vytvořila nepřijatelný počet prasklin již po krátké době. Západní technici upozornili, že VVER-440 představuje velké bezpečnostní riziko kvůli své levné konstrukci. Podle expertů měl první reaktor zůstat v Sovětském svazu a tam se nechat opravit. Dozorový úřad odmítl kvůli tomuto problému povolit zahájení uvádění do provozu druhého bloku.
V Sovětském svazu finské úřady neprovedly žádnou kontrolu tlakových nádob. To znamenalo, že stav a původ problémů s tlakovými nádobami reaktoru nelze zpětně vysledovat. Pokud by však byla dodávka odmítnuta, bylo by to z pohledu Sovětského svazu nerozumné a došlo by k politickému konfliktu. První reaktor dosud běžel převážně bez problémů a každý rok dodává až 80 % své roční dostupné elektřiny. Do Velikonoc 1980 už blok vyrobil deset miliard kilowattů elektřiny. I přes problémy byla Loviisa nakonec považována za vzorovou elektrárnu, a proto o takové reaktory projevily zájem i Libye, Kuba, Turecko a Irák.
Po dokončení oprav byl nakonec 4. listopadu 1980 druhý blok poprvé připojen k síti a 5. ledna 1981 předán provozovateli.
Oba reaktory jsou typu VVER-440/213 s hrubým výkonem 531 MW a čistým 507 MW. Vyššího výkonu oproti standardním 440 MW hrubým bylo dosaženo využitím rezerv a optimalizace zařízení. Po modernizaci v roce 2010 byl výkon bloku navýšen na 488 MW. Od roku 2018 má každý z bloků hrubý elektrický výkon 531 MW.
Elektrárně se kvůli tomu, že na ní spolupracovali Američané se Sověty vtipně přezdívá Eastinghouse. Tento název má parodovat název společnosti Westinghouse.

### Blok 3
Již v roce 1982 bylo plánováno, že bude dán souhlas k výstavbě třetího bloku ze Sovětského svazu typu VVER-1000, ale nebyla provedena žádná příslušná opatření a povolení tak nebylo vydáno.
V roce 2001 podal tehdejší provozovatel Teollisuuden Voima Oy žádost o výstavbu již pátého bloku ve Finsku. Tento krok byl tvrdě kritizován v celé Evropě, protože od havárie v Černobylu nebyl v Evropské unii uveden do provozu žádný nový blok. Tehdy se rozhodovalo mezi Olkiluoto 3 a Loviisa 3. Nakonec bylo rozhodnuto ve prospěch elektrárny Olkiluoto.

## Informace o reaktorech
| Reaktor   | Typ reaktoru | Výkon  | Výkon  | Zahájení výstavby | Připojení k síti | Uvedení do provozu | Uzavření |
| Reaktor   | Typ reaktoru | Čistý  | Hrubý  | Zahájení výstavby | Připojení k síti | Uvedení do provozu | Uzavření |
| --------- | ------------ | ------ | ------ | ----------------- | ---------------- | ------------------ | -------- |
| Loviisa-1 | VVER-440/213 | 507 MW | 531 MW | 1. 5. 1971        | 8. 2. 1977       | 9. 5. 1977         | 2057     |
| Loviisa-2 | VVER-440/213 | 507 MW | 531 MW | 1. 8. 1972        | 4. 11. 1980      | 5. 1. 1981         | 2061     |